# Lista de prefeitos de Passo Fundo
Esta é a lista de prefeitos e vice-prefeitos do município de Passo Fundo, estado brasileiro do Rio Grande do Sul.
Ao longo da história, a cadeira de chefe da administração municipal, foi ocupada por administradores, intendentes, junta governativa e prefeitos.
Com a Revolução de 1930, as intendências foram substituídas pelas prefeituras, os intendentes pelos prefeitos e os conselhos municipais pelas câmaras municipais.

## Governantes do período imperial (1857 — 1889)
| Nº | Nome                                        | Partido | Início do mandato   | Fim do mandato | Observações                                                       |
| 1  | Capitão Manuel José D’Araújo                | PL      | 7 de agosto de 1857 | 1860           | Presidente da Câmara Municipal                                    |
| 2  | José Joaquim Marques de Souza Junior        |         | 1861                | 1864           | Presidente da Câmara Municipal, eleito nas eleições de 07.09.1860 |
| 3  | Tenente Coronel Francisco de Barros Miranda |         | 1865                | 1868           | Presidente da Câmara Municipal                                    |
| 4  | Capitão João Schell                         |         | 1869                | 1872           | Presidente da Câmara Municipal                                    |
| 5  | Jerônimo Savinhone Marques                  |         | 1873                | 1876           | Presidente da Câmara Municipal                                    |
| 6  | Capitão João de Vergueiro                   |         | 1877                | 1880           | Presidente da Câmara Municipal                                    |
| 7  | Francisco Xavier de Castro                  |         | 1881                | 1882           | Presidente da Câmara Municipal                                    |
| 8  | Major Antonio Ferreira Prestes Guimarães    | PL      | 1883                | 1886           | Presidente da Câmara Municipal                                    |
| 9  | João Issler                                 |         | 1887                | 1889           | Presidente da Câmara Municipal                                    |

## Governantes do período republicano (1889–presente)
| Nº | Prefeito                                                            | Partido          | Vice-prefeito                      | Início do mandato       | Fim do mandato          | Observações                                           |
| 1  | Tenente-Coronel Pinto de Morais Gabriel Bastos Jerônimo Lucas Annes | PRR              | —                                  | 1889                    | 17 de agosto de 1892    | Junta governativa municipal                           |
| 2  | Frederico Guilherme Kurtz                                           |                  | Gezerino Lucas Annes               | 18 de agosto de 1892    | 17 de abril de 1893     | Intendente e vice nomeados                            |
| 3  | Gabriel Bastos                                                      | PRR              | —                                  | 17 de abril de 1893     | 16 de dezembro de 1893  | Intendente                                            |
| 4  | Gervásio Lucas Annes                                                | PRR              | —                                  | 16 de dezembro de 1893  | 16 de novembro de 1900  | Intendente                                            |
| 5  | Pedro Lopes de Oliveira                                             |                  | —                                  | 16 de novembro de 1900  | 27 de junho de 1904     | Intendente                                            |
| 6  | Afonso Caetano de Souza                                             |                  | —                                  | 27 de junho de 1904     | 15 de novembro de 1904  | Intendente                                            |
| 7  | Pedro Lopes de Oliveira                                             |                  | —                                  | 15 de novembro de 1904  | 16 de novembro de 1908  | Intendente                                            |
| 8  | Gervásio Lucas Annes                                                | PRR              | —                                  | 16 de novembro de 1908  | 16 de novembro de 1912  | Intendente                                            |
| 9  | Pedro Lopes de Oliveira                                             |                  | —                                  | 16 de novembro de 1912  | 16 de novembro de 1920  | Intendente                                            |
| 10 | Nicolau de Araújo Vergueiro                                         | PRR              | —                                  | 16 de novembro de 1920  | 16 de novembro de 1924  | Intendente                                            |
| 11 | Armando Araújo Annes                                                |                  | —                                  | 16 de novembro de 1924  | 16 de novembro de 1928  | Intendente                                            |
| 12 | Nicolau Araújo Vergueiro                                            | PRR              | —                                  | 16 de novembro de 1928  | 16 de maio de 1930      | Intendente                                            |
| 13 | Henrique Scarpelini Ghezzi                                          | PRR              | —                                  | 16 de maio de 1930      | 21 de outubro de 1932   | Prefeito nomeado                                      |
| 14 | Armando Araújo Annes                                                | PRL              | —                                  | 21 de outubro de 1932   | 3 de dezembro de 1934   | Prefeito nomeado                                      |
| 15 | Maximiliano de Almeida                                              | PRL              | —                                  | 3 de dezembro de 1934   | 17 de outubro de 1935   | Prefeito nomeado                                      |
| 16 | Nelson Pereira Ehlers                                               | PRL              | —                                  | 17 de outubro de 1935   | 6 de janeiro de 1938    | Prefeito nomeado                                      |
| 17 | Antero Marcelino da Silva Júnior                                    | AL               | —                                  | 6 de janeiro de 1938    | 22 de março de 1938     | Prefeito nomeado                                      |
| 18 | Arthur Ferreira Filho                                               | AL               | —                                  | 22 de março de 1938     | 7 de dezembro de 1941   | Prefeito nomeado                                      |
| 19 | Victor Graeff                                                       | AL               | —                                  | 7 de dezembro de 1941   | 24 de agosto de 1944    | Prefeito nomeado                                      |
| 20 | Raul Cauduro                                                        | AL               | —                                  | 24 de agosto de 1944    | 28 de outubro de 1944   | Prefeito nomeado                                      |
| 21 | Arthur Ferreira Filho                                               | AL               | —                                  | 28 de outubro de 1944   | 21 de novembro de 1945  | Prefeito nomeado                                      |
| 22 | Francisco Antonino Xavier e Oliveira                                | PL               | —                                  | 21 de novembro de 1945  | 19 de fevereiro de 1946 | Prefeito nomeado                                      |
| 23 | Arthur Ferreira Filho                                               | PSD              | —                                  | 19 de fevereiro de 1946 | 3 de fevereiro de 1947  | Prefeito nomeado                                      |
| 24 | Ivo Pio Brum                                                        | PSD              | —                                  | 3 de fevereiro de 1947  | 1º de janeiro de 1952   |                                                       |
| 25 | Armando Araújo Annes                                                | UDN              | Daniel Dipp                        | 1º de dezembro de 1947  | 1º de janeiro de 1952   | Prefeito e vice eleitos em sufrágio universal         |
| 26 | Daniel Dipp                                                         | PTB              | Mário Menegaz                      | 1º de janeiro de 1952   | 2 de janeiro de 1955    | Prefeito e vice eleitos em sufrágio universal         |
| —  | Mário Menegaz                                                       | PTB              | —                                  | 2 de janeiro de 1955    | 1º de janeiro de 1956   | Vice-prefeito eleito no cargo de Prefeito             |
| 27 | Wolmar Salton                                                       | PTB              | Benoni Rosado                      | 1º de janeiro de 1956   | 1º de janeiro de 1960   | Prefeito e vice eleitos em sufrágio universal         |
| 28 | Benoni Rosado                                                       | PTB              | Sinval Bernadon (PTB)              | 1º de janeiro de 1960   | 1º de janeiro de 1964   | Prefeito e vice eleitos em sufrágio universal         |
| 29 | Mário Menegaz                                                       | MTR/ ARENA       | Adolpho João Floriani              | 1º de janeiro de 1964   | 31 de janeiro de 1969   | Prefeito e vice eleitos em sufrágio universal         |
| 30 | César José dos Santos                                               | MDB              | Guaracy Marinho                    | 31 de janeiro de 1969   | 5 de maio de 1970       | Prefeito e vice eleitos em sufrágio universal         |
| —  | Guaracy Barroso Marinho                                             | MDB              | —                                  | 6 de maio de 1970       | 31 de janeiro de 1973   | Vice-prefeito eleito no cargo de Prefeito             |
| 31 | Edu Vila de Azambuja                                                | ARENA            | Juarez Paulo Zilio                 | 31 de janeiro de 1973   | 31 de janeiro de 1977   | Prefeito e vice eleitos em sufrágio universal         |
| 32 | Wolmar Antonio Salton                                               | MDB              | Firmino da Silva Duro              | 31 de janeiro de 1977   | 16 de janeiro de 1981   | Prefeito e vice eleitos em sufrágio universal         |
| —  | Firmino da Silva Duro                                               | PMDB             | —                                  | 16 de janeiro de 1981   | 31 de janeiro de 1983   | Vice-prefeito eleito no cargo de Prefeito             |
| 33 | Fernando Machado Carrion                                            | PDS              | Antonio Lourenço Pires de Oliveira | 31 de janeiro de 1983   | 31 de dezembro de 1988  | Prefeito e vice eleitos em sufrágio universal         |
| 34 | Airton Lângaro Dipp                                                 | PDT              | Carlos Armando Salton              | 1º de janeiro de 1989   | 31 de novembro de 1992  | Prefeito e vice eleitos em sufrágio universal         |
| —  | Carlos Armando Salton                                               | PDT              | —                                  | 3 de dezembro de 1992   | 31 de dezembro de 1992  | Vice-prefeito eleito no cargo de Prefeito             |
| 35 | Osvaldo Gomes                                                       | PMDB             | Júlio César Canfild Teixeira       | 1º de janeiro de 1993   | 31 de dezembro de 1996  | Prefeito e vice eleitos em sufrágio universal         |
| 36 | Júlio César Canfild Teixeira                                        | PMDB             | Mauro Fett Sparta de Souza         | 1º de janeiro de 1997   | 31 de dezembro de 2000  | Prefeito e vice eleitos em sufrágio universal         |
| 37 | Osvaldo Gomes                                                       | PFL/ Sem Partido | Mauro Fett Sparta de Souza         | 1º de janeiro de 2001   | 31 de dezembro de 2004  | Prefeito eleito e vice reeleito em sufrágio universal |
| 38 | Airton Lângaro Dipp                                                 | PDT              | Adirbal da Silva Corralo (PP)      | 1º de janeiro de 2005   | 31 de dezembro de 2008  | Prefeito e vice eleitos em sufrágio universal         |
| 38 | Airton Lângaro Dipp                                                 | PDT              | Rene Luiz Ceconello (PT)           | 1º de janeiro de 2009   | 31 de dezembro de 2012  | Prefeito reeleito e vice eleito em sufrágio universal |
| 39 | Luciano Azevedo                                                     | PPS              | Juliano Roso (PCdoB)               | 1º de janeiro de 2013   | 31 de dezembro de 2016  | Prefeito e vice eleitos em sufrágio universal         |
| 39 | Luciano Azevedo                                                     | PSB              | João Pedro Souza Nunes (PMDB)      | 1º de janeiro de 2017   | 31 de dezembro de 2020  | Prefeito reeleito e vice eleito em sufrágio universal |
| 40 | Pedro Almeida                                                       | PSB              | João Pedro Souza Nunes (MDB)       | 1º de janeiro de 2021   | 31 de dezembro de 2024  | Prefeito eleito e vice reeleito em sufrágio universal |
| 40 | Pedro Almeida                                                       | PSD              | Volinei Ceolin (MDB)               | 1º de janeiro de 2025   | Atualidade              | Prefeito reeleito e vice eleito em sufrágio universal |